# كريستينا ويلر (مغنية)
كريستينا ويلر (بالفنلندية: Kristiina Wheeler)‏ هي مغنية فنلندية، ولدت في 1983 في هيتشن في المملكة المتحدة.

## وصلات خارجية
- الموقع الرسمي
- كريستينا ويلر على موقع IMDb (الإنجليزية)
- كريستينا ويلر على موقع ميوزك برينز (الإنجليزية)
- كريستينا ويلر على موقع ديسكوغز (الإنجليزية)